# Коба (город майя)
Коба́ (исп. Cobá) — руины города майя, расположенные в 40 км северо-западнее Тулума в Мексике. Церемониальные постройки в городе были воздвигнуты во время классического периода развития майя (около 250—900 годов н. э.). В период развития цивилизации майя Коба являлся одним из крупнейших городов на Юкатане. По неизвестным до сегодняшнего дня причинам город был покинут майя уже после прибытия на полуостров испанцев.
В Кобе находятся пять групп зданий. К группе Нохоч-Муль относится пирамида Эль-Кастильо высотой 42 метра. К вершине пирамиды ведут 120 ступеней. На вершине пирамиды находится небольшое ритуальное помещение с алтарём, которые, предположительно, применялись для жертвоприношения богам. Туристам в настоящий момент открыта для посещения небольшая часть построек ввиду нехватки денежных средств у мексиканского правительства на реконструкцию руин. Согласно оценкам площадь построек майя занимает до 120 км².

## Галерея

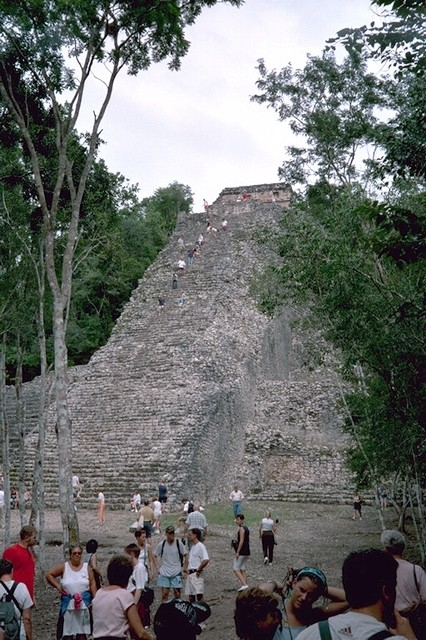
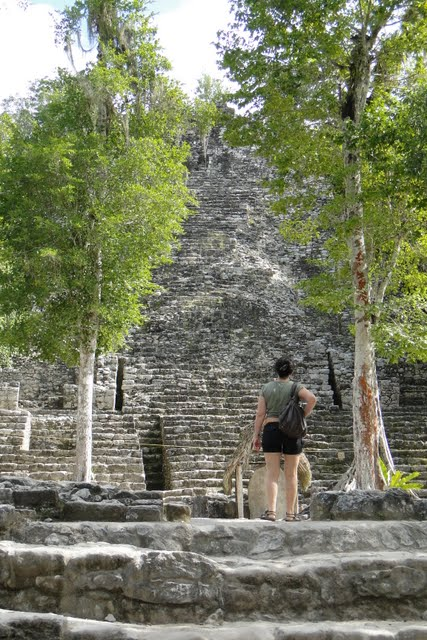
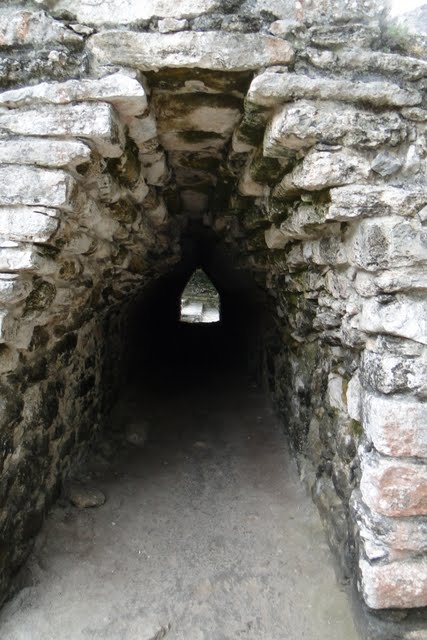
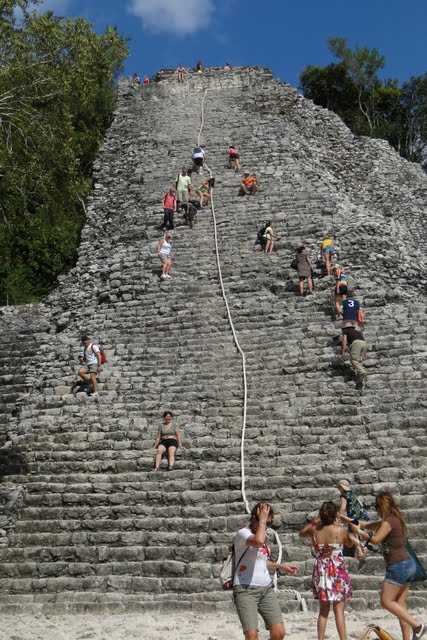